# Ficus thailandica
Ficus thailandica là một loài thực vật có hoa trong họ Moraceae. Loài này được C.C.Berg & S.Gardner mô tả khoa học đầu tiên năm 2007.